# Синівська сільська рада (Старовижівський район)
| Синівська сільська рада — орган місцевого самоврядування у Старовижівському районі Волинської області з адміністративним центром у с. Синове. Водоймища на території, підпорядкованій даній раді: озеро Синівське. Сільській раді підпорядковані населені пункти: - с. Синове |

## Склад ради
Рада складається з 12 депутатів та голови.

### Керівний склад ради
| ПІБ                         | Основні відомості                                                                                  | Дата обрання | Дата звільнення |
| --------------------------- | -------------------------------------------------------------------------------------------------- | ------------ | --------------- |
| Кіпень Марія Миколаївна     | Сільський голова, 1967 року народження, освіта, позапартійна                                       | 26.03.2006   | 31.10.2010      |
| Коцюбчик Олександр Адамович | Сільський голова, 1977 року народження, освіта вища, член Всеукраїнського об'єднання «Батьківщина» | 31.10.2010   |                 |

Примітка: таблиця складена за даними джерела

## Населення
Згідно з переписом УРСР 1989 року чисельність наявного населення сільської ради становила 752 особи, з яких 362 чоловіки та 390 жінок.
За переписом населення України 2001 року в сільській раді мешкали 633 особи.

### Мова
Розподіл населення за рідною мовою за даними перепису 2001 року:
| Мова       | Відсоток |
| ---------- | -------- |
| українська | 99,53 %  |
| російська  | 0,47 %   |